# Бутринти (национальный парк)
Национальный парк Бутринти (алб. Parku Kombëtar i Butrintit) — национальный парк на юге Албании, находящийся в 18 км к югу от Саранды в области Влёра. Площадь парка составляет 9424 га (94,244 км²) и включает в себя холмистую местность с озёрами с пресной водой, водно-болотными угодьями, соляными болотами, открытыми равнинами, плавнями и островами. Значимость парка в вопросе сохранения природы отражена в более чем 1200 видах охраняемых животных и растений, чья среда обитания находится на территории национального парка. Под охраняемые территории попадают озеро и лагуна Бутринти, пролив Вивари, острова Ксамил и музей-заповедник, древний город Бутринти.
Находится в восточном побережье пролива Корфу, на самом юге страны; растянут по полуострову так, что окружён озером Бутринти и проливом Вивари. Пролив соединяет озеро с Ионическим морем через узкую косу. Будучи в прямой близости от моря, парк находится под влиянием средиземноморского климата: зима мягкая, лето жаркое и сухое. Важнейшей частью национального парка является археологическая стоянка Бутринти на месте античного города, появившегося в железном веке и разрушенном и заброшенном в средние века: сохранились городские стены, позднеантичный баптистерий, большая базилика, римский театр и две крепости. Город находится в лесистой местности со сложной экосистемой, зависящей от озера и пролива. Комбинация природных и культурных памятников делает Бутринти уникальным местом в Албании.
МСОП классифицирует Бутринти как национальный парк (II категория), с 1992 года национальный парк и музей-заповедник Бутринти входят во Всемирное наследие ЮНЕСКО. Лагуна отнесена к водно-болотистым угодьям международного значения согласно Рамсарской конвенции. Озеро Бутринти относится к ключевым орнитологическим и ключевым ботаническим территориям как имеющая международную важность для разных видов птиц и растений территория.

## Управление
Национальный парк Бутринти образован распоряжением № 82 Министерства культуры Албании от 2 марта 2000 года с целью сохранения природной экосистемы и рельефа, растительного и животного мира, зон их обитания и культурного наследия. Текущая территория парка была утверждена законодательно в 2005 году. Управление осуществляется директоратом при Министерстве окружающей среды Албании в Саранде. Парк — важный центр культурного управления и пример сохранения культурного наследия.
В создании парка приняли участие ЮНЕСКО, ИККРОМ и ИКОМОС с целью создания значительного источника культурного наследия; также к работе были подключены местные сообщества и национальные организации Албании, чтобы создать идеальный образец для иных албанских национальных парков. В 2005 году благодаря стараниям фонда Бутринти, Всемирного банка, ЮНЕСКО и албанской общественности национальный парк Бутринти был исключён из списка находящихся под угрозой исчезновения памятников всемирного культурного наследия. В настоящее время является крупным археологическим центром и школой охраны природы при поддержке Албанского института археологии памятников, фонда Бутринти, ряда зарубежных университетов и международных организаций. Проводится активная культурно-развлекательная программа. В 2010 году с целью сохранения первозданного вида национального парка Бутринти властями Албании были снесены более 200 нелегальных застроек на островах Ксамил.

## География

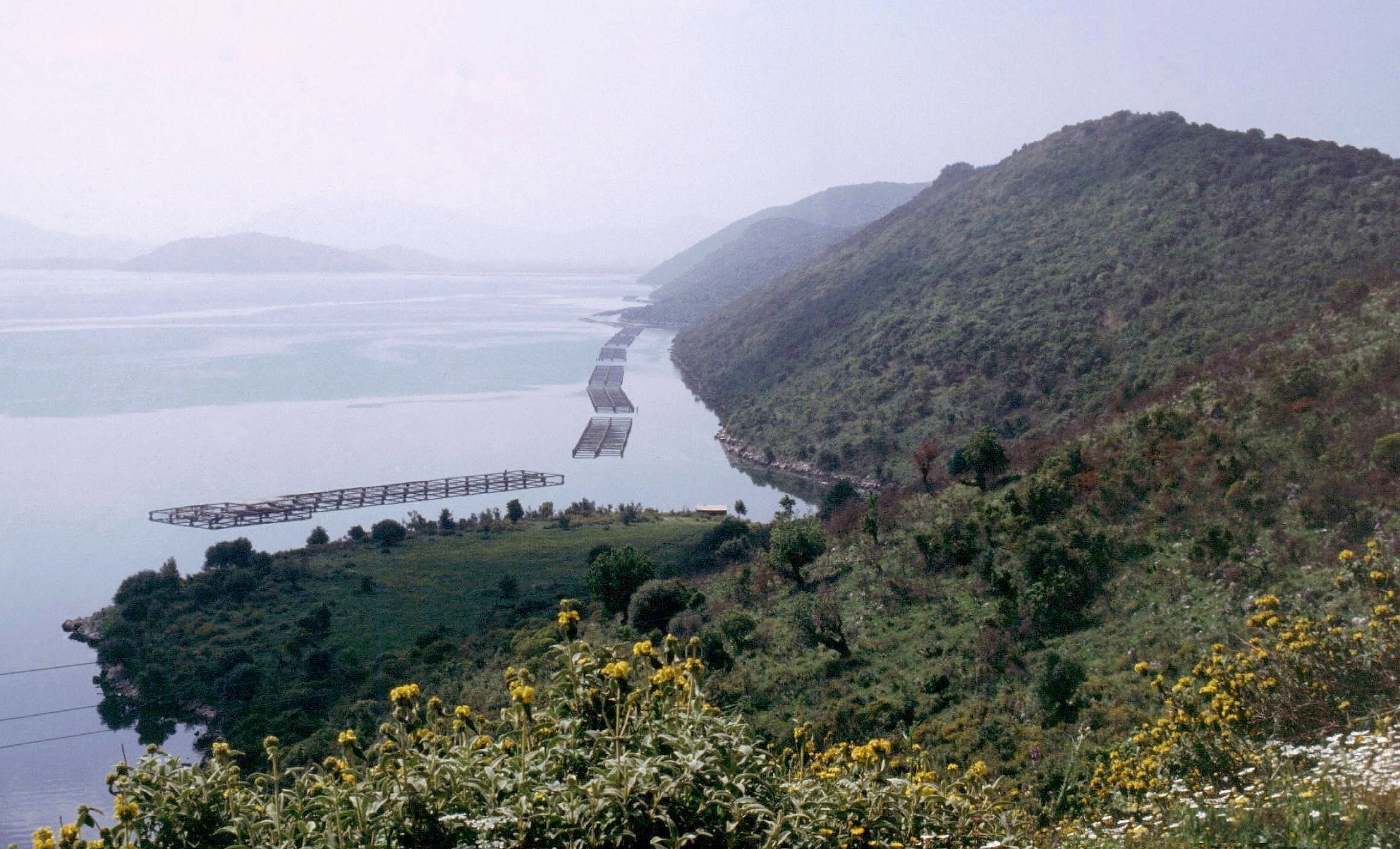
Озеро Бутринти, основа национального парка Бутринти

Площадь национального парка Бутринти составляет 9424,4 га (94,244 км²), сам он находится в области Влёра на юго-западе Албании, на побережье Ионического моря — между 39-й и 44-й параллелями и 20-м и 21-м меридианами. От Саранды до музея-заповедника — 18 км, сам Бутринти находится в нескольких километрах к северу от албанско-греческой границы. По классификации климатов Кёппена территория парка относится к средиземноморскому климату (типы Csa и Csb) с дождливой зимой и сухим, жарким летом. В парке, находящемся на албанской части побережья Ионического моря, ежегодно выпадает до 1500 мм осадков.
Бутринти — часть разнообразной гидрографической сети, составленной из нескольких рек, лагун и озёр. Реки небольшие, но крутые, объём воды достаточно большой. На северо-западе парка находится озеро Бутринти, на юго-востоке — Буфи, на севере — река Бистрица, на западе — гора Миле, на юге — река Павлло. Озеро Бутринти — крупнейшее в национальном парке, тектонического происхождения, его водный режим типичный для прибрежной лагуны. Длина озера — 7,1 км, ширина — 3,3 км, площадь — 16,3 км². Лимнология озера делится на два слоя с учётом мезотрофических вод с эвтрофическими тенденциями. Пролив Вивари соединяет озеро с Ионическим морем. Озеро Буфи находится на высоте 2 м над уровнем Адриатического моря, к юго-востоку от Бутринти (общая площадь озера составляет 83 га); его воды соединяются с озером Бутринти через бывший пролив.

## Биологическое разнообразие

### Флора

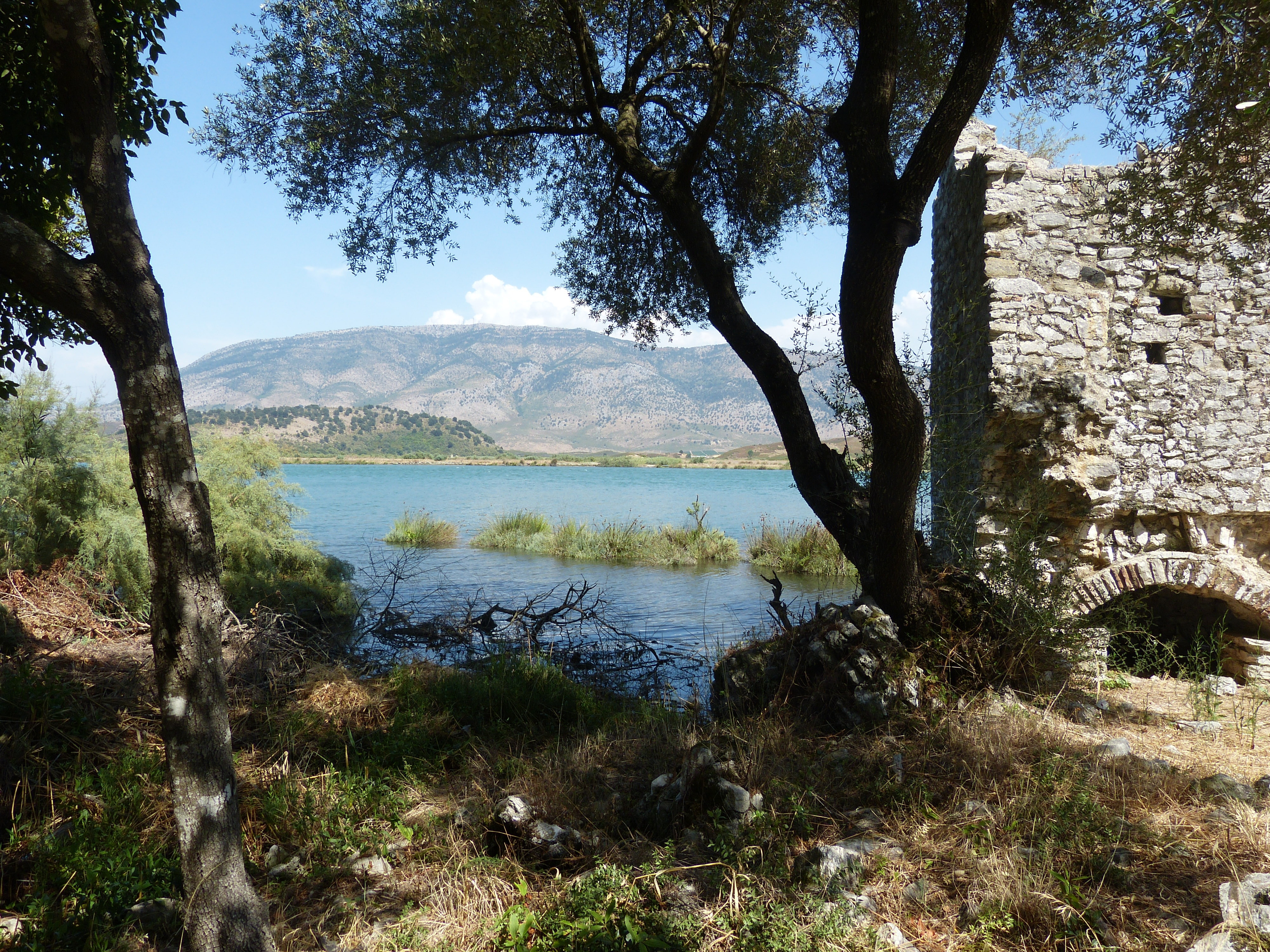
Центральная часть Буфи не занята плавнями, является укрытием и местом для кормления множества птиц

В связи с разнообразными геологическими и гидрологическими условиями и мозаичным распространением различных сред обитания местонахождение парка является одной из причин разнообразия растительного и животного мира. Фитогеографически территория парка относится к наземному экорегиону иллирийским листопадных лесов из субтропических лесов Палеарктики. Особенное влияние оказывает обилие водных ресурсов: реки, озёра и болота. Флора парка состоит из 800—900 видов (27% от всех видов растений Албании).

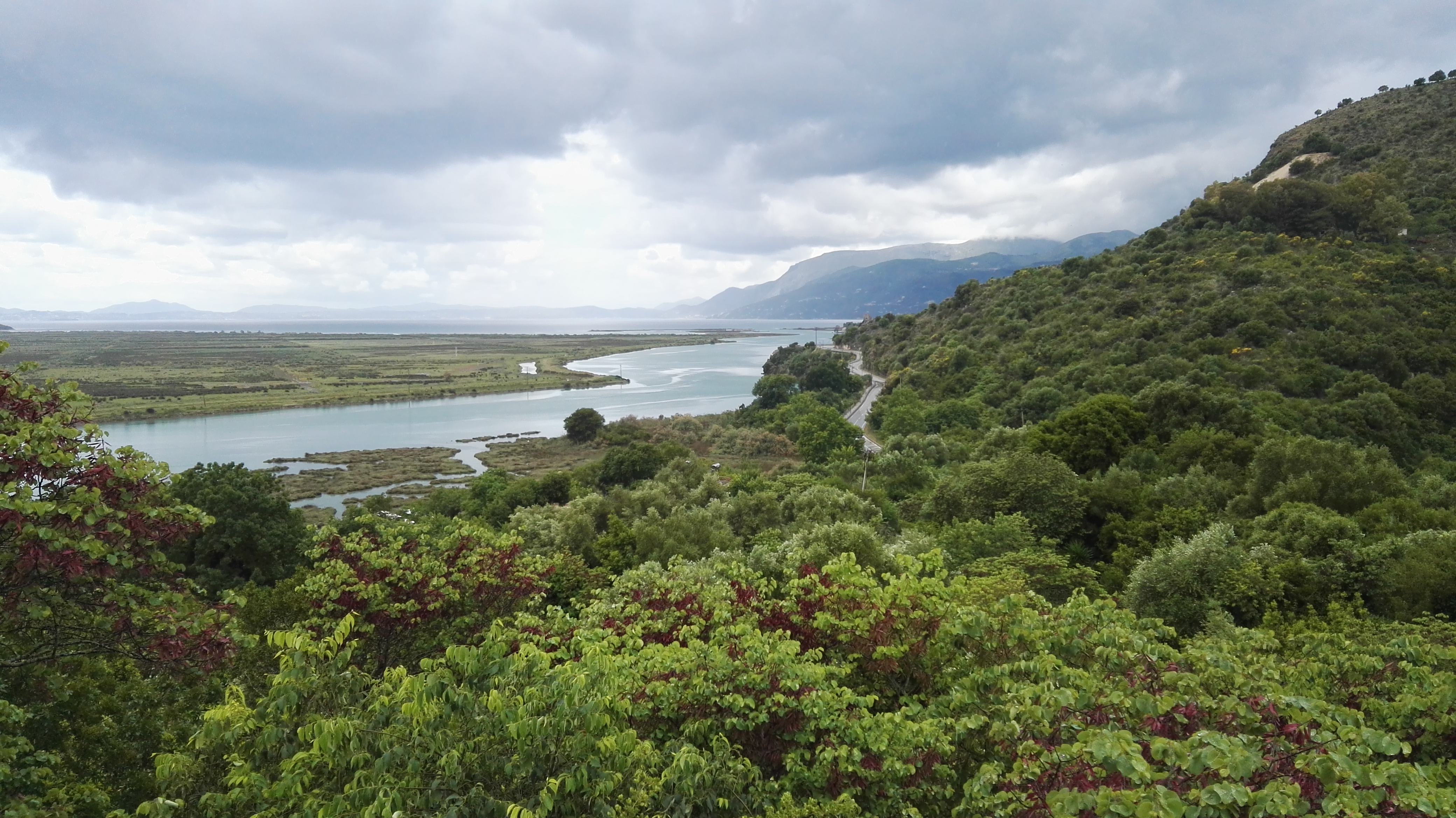
Среда обитания у озера Бутринти и пролива Вивари

Прибрежные лагуны — скалистые, со множеством подводных лежбищ для мидий (глубина воды больше, чем в других районах), здесь произрастает тростник и рогоз широколистный. Есть также подводные луга, где произрастают взморник малый и рупия большеусая. Вечнозелёные леса занимают большую часть территории, особенно на южном и восточном склонах Сотиры. Есть три отдельные зоны растительности. Так, на уровне деревьев преобладают дуб каменный и лавр благородный, также встречаются вяз малый, ясень узколистый и дуб валонский. На уровне мелких кустарников и небольших растений представлены ежевика вязолистная, боярышник однопестичный, шиповник вечнозелёный, плющ обыкновенный и ломонос фиолетовый. На уровне трав — спаржа лекарственная, подмаренник мягкий, чистяк весенний и дербенник иволистный.
На дне моря у побережья произрастает посидония океаническая (от мыса Стилло до пролива Чука), а цимодоцея узловатая и взморник малый — у устья реки Павлло. Солёность и скалистая местность являются одной из причин небольшого разнообразия флоры в скалистой местности: там преимущественно встречаются критмум, пырейник и золотой самфир.

### Фауна

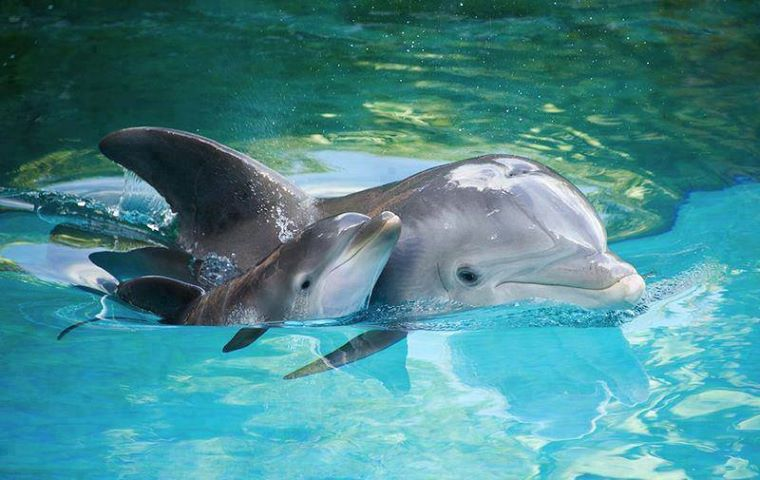
Бутылконосый дельфин, обитающий в водах озера Бутринти

Насчитывается более 400 представителей фауны в средах обитания и экосистемах парка: 39 видов млекопитающих, 246 видов птиц, 25 видов пресмыкающихся, 10 видов земноводных и 105 видов рыб. Из млекопитающих 14 признаны вымирающими видами. Каменная куница проживает на краю лесной местности и на открытых склонах холмов в парке, обыкновенный шакал и обыкновенная лисица обитают на равнинах, а евразийский волк появляется в парке только зимой. Важным является присутствие выдры, обитающей в ручьях и озёрах: этот вид находится под охраной.
В прибрежных водах обитают три вида дельфинов: афалина, белобочка и полосатый. Парк является одним из последних представителей среды обитания для белобрюхого тюленя, обитающего на скалах и в пещерах. Нередко можно встретить и черепах в прибрежных водах: чаще всего здесь появляются головастая и кожистая черепахи, которые также признаны вымирающими, согласно заявлению властей Албании

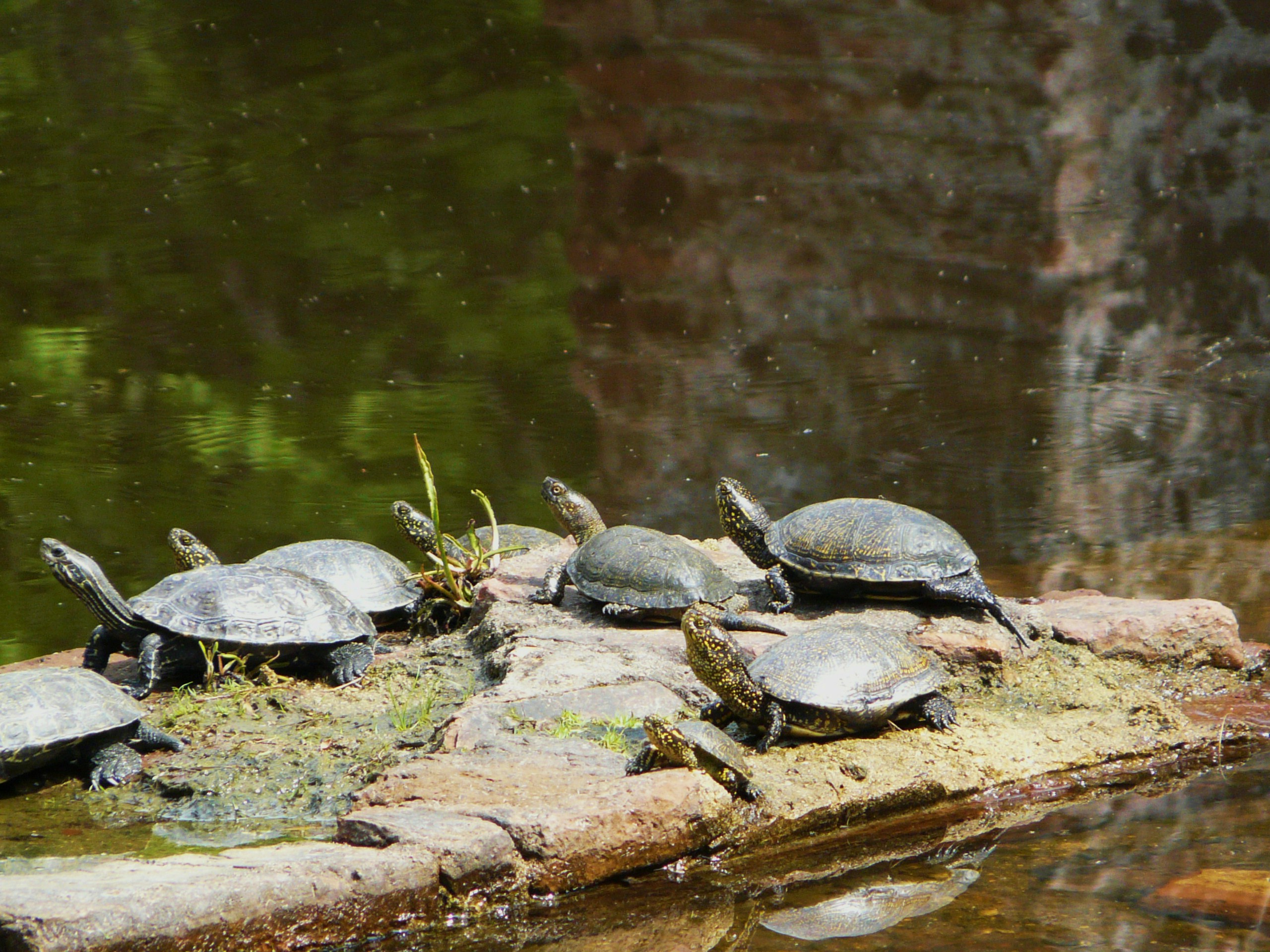
Европейская болотная черепаха в одном из прудов Бутринти

В парке обитают около 246 видов птиц, многие из которых постоянно здесь обитают, а остальные лишь случайно залетают сюда по пути через Адриатику. Наиболее важные птицы — беркут, сапсан, европейский кеклик, обыкновенная иволга и обыкновенный канюк, которые зимуют на побережье Ионического моря. На водно-болотных угодьях находят себе пропитание и отдыхают красноголовый нырок, большой баклан, большая поганка, лысуха и озёрная чайка. Плавни используются камышницей, водяным пастушком, полевым лунём, болотным лунём, тонкоклювой камышевкой и обыкновенным ремезом. На болотах находят себе пищу малая белая цапля, тулес, золотистая ржанка и чернозобик. В прибрежных болотах обитают такие птицы, как большой кроншнеп, травник и пестроносая крачка.
Зафиксированы 10 видов земноводных, хотя их численность достаточно велика: они обитают в лесах и кустах. Шире всего распространены огненная саламандра, гребенчатый тритон, обыкновенная жаба и греческая жаба. 25 видов рептилий — больше, чем в любой другой охраняемой зоне региона — обитает в национальном парке, преимущественно это трёхлинейчатая ящерица, ломкая веретеница и эскулапов полоз. Также есть 105 видов рыб: шире всего распространены лобан, кефаль-головач, толстогубая кефаль, речной угорь, европейская мерлуза и золотой карась.

## Достопримечательности

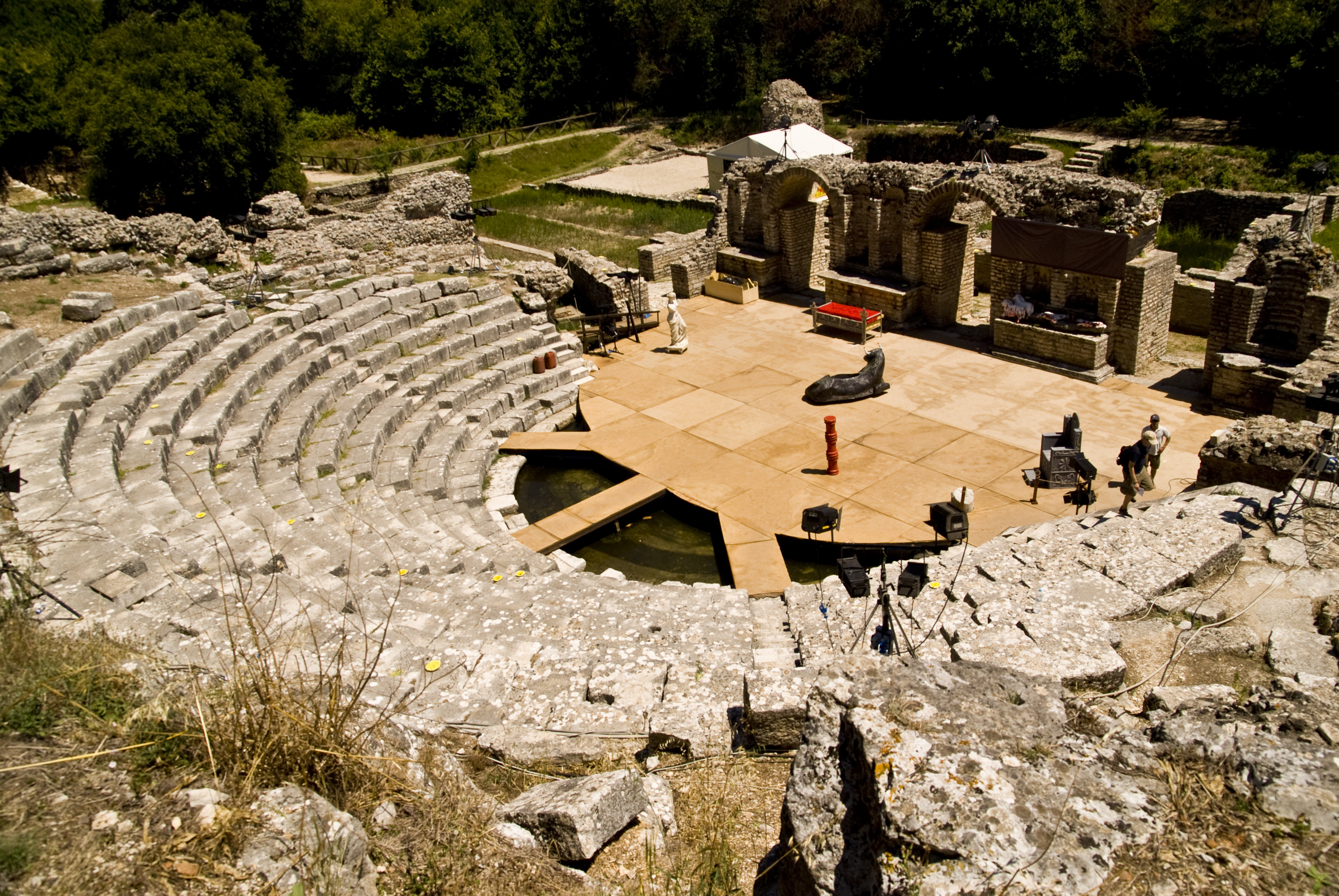
Театр с просцениумом

Богатая история Бутринти оставила свои следы в парке. Среди важнейших архитектурных монументов — театр, алтарь Диониса, нимфеум, римские термы, гимназия, форум, акведук, храмы Минервы и Асклепия, Львиные ворота и баптистерий, признанные Всемирным культурным наследием ЮНЕСКО в 1992 году. Лучше всего сохранился театр, расположенный рядом с акрополем и выходящий на пролив Вивари: театр был возведён в III веке до н. э. (предположительно, на стенах более старого и маленького театра). В римские времена он неоднократно отстраивался: были выстроены ложи для богатых и знатных людей над двумя входами в театр; к тому же в театре могла разместиться значительная часть населения города.

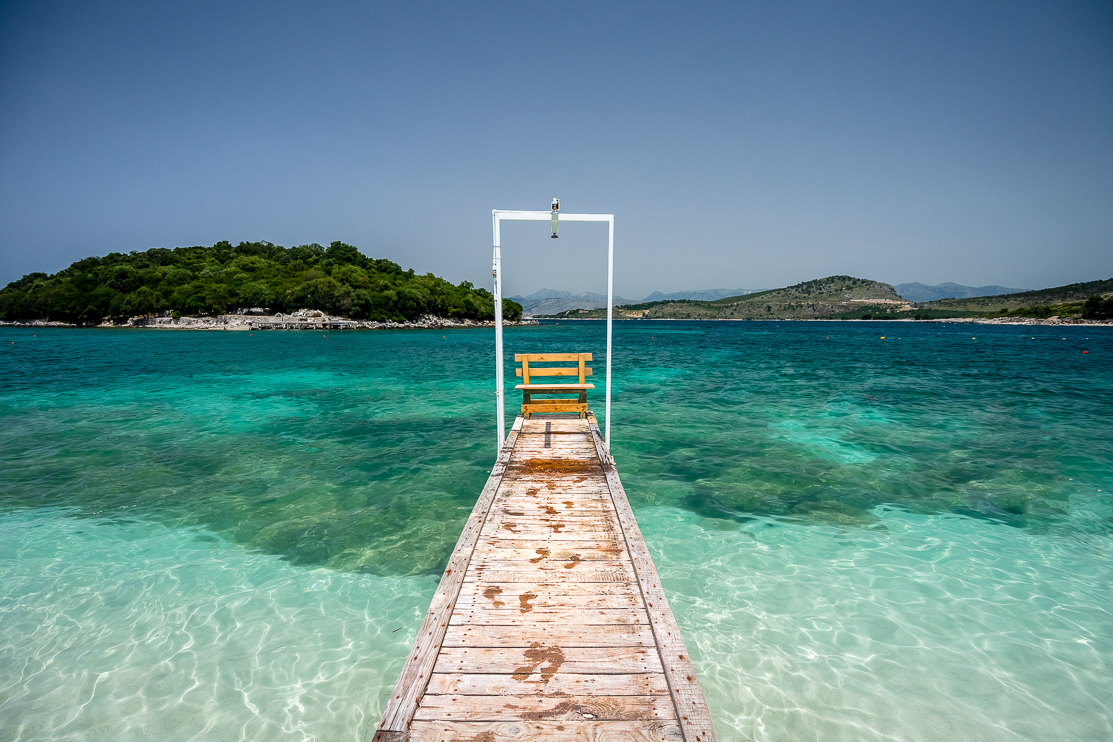
Воды островов Ксамил

Крепость Али-паши находится на небольшом острове в устье пролива Вивари: имя получила в честь албанского правителя Али-паши Тепеленского, правившего Янинским пашалыком Османской империи и пытавшегося потеснить алжирских деев в Средиземном море. Крепость представляет собой прямоугольную крепость с зубчатыми стенами: по углам расположены круглые башни с пушками и две квадратные башни с бойницами. Львиные ворота представляют собой один из шести входов в город, построенный в IV веке до нашей эры: на надписях изображён лев (символ жителей города), который готовится съесть быка (символ осаждающих город врагов). В воротах есть узкий проход, который позволяет пройти одновременно лишь нескольким людям. На западе парка находятся скалистые острова Ксамил, докуда можно добраться только на лодке: два острова соединены узкой косой, рядом можно увидеть бутылконосых дельфинов и дельфинов-белобочек.